# Pierce (Colorado)
Pierce és una població dels Estats Units a l'estat de Colorado. Segons el cens del 2000 tenia 884 habitants.

## Demografia
Segons el cens del 2000, Pierce tenia 884 habitants, 312 habitatges, i 249 famílies. La densitat de població era de 461,2 habitants per km².
Dels 312 habitatges en un 39,4% hi vivien nens de menys de 18 anys, en un 62,8% hi vivien parelles casades, en un 11,5% dones solteres, i en un 19,9% no eren unitats familiars. En el 17% dels habitatges hi vivien persones soles el 4,8% de les quals corresponia a persones de 65 anys o més que vivien soles. El nombre mitjà de persones vivint en cada habitatge era de 2,83 i el nombre mitjà de persones que vivien en cada família era de 3,15.
Per edats la població es repartia de la següent manera: un 30,4% tenia menys de 18 anys, un 7,7% entre 18 i 24, un 31,9% entre 25 i 44, un 19% de 45 a 60 i un 11% 65 anys o més.
L'edat mediana era de 35 anys. Per cada 100 dones de 18 o més anys hi havia 99,7 homes.
La renda mediana per habitatge era de 36.944 $ i la renda mediana per família de 44.265 $. Els homes tenien una renda mediana de 33.611 $ mentre que les dones 22.174 $. La renda per capita de la població era de 17.412 $. Entorn del 4,6% de les famílies i el 6,9% de la població estaven per davall del llindar de pobresa.

## Poblacions més properes
El següent diagrama mostra les poblacions més properes.